# Reckless Love
Reckless Love — финская рок-группа играющая в стиле глэм-метал, создана в 2001 году в городе Куопио. В феврале 2010 выпустила свой дебютный одноимённый альбом, достигший 13 места в чартах Финляндии.

## История
Группа появилась в 2001 году под названием Reckless Life, взятым в честь одноимённой песни предтечи Guns N' Roses Hollywood Rose, и первоначально их репертуар состоял из кавер-версий GN’R. Не добившись успеха на этом поприще, группа начала писать собственные песни и в 2004 году выиграла на местном конкурсе Kuopio Band Competition.
В рамках Kuopio Popcity Project 2005, Reckless Love, наряду с группами Rainbow Crash, Svat и Sideshow Zombies отправились в тур по Скандинавии, посетив Швецию, Норвегию и Данию.
В 2006 году группа выпускает мини-альбом Speed Princess.
В 2007 году вокалист Олли Херман (также известный как Эйч Олливер Твистед) присоединяется к шведской группе Crashdïet, вокалист и основатель которой покончил жизнь самоубийством в январе 2006 года. С ними он записывает альбом The Unattractive Revolution и отправляется в тур в его поддержку. 13 июля 2008 года Херман покидает Crashdïet, чтобы сосредоточиться на Reckless Love.
В январе 2009 года на сайте Reckless Love появляется информация о том, что барабанщик Майк Харли собирается покинуть группу. Через неделю ему на смену приходит Хессу Макс.
23 апреля 2009 года группа подписывает контракт с финским отделением лейбла Universal Music. В июле выходит сингл «One More Time», в августе достигший 2 строчки чарта радиостанции YleX. 15 октября выходит сингл «Beautiful Bomb», достигший 4 строчки. На эту песню группа снимает видеоклип, премьера которого состоялась на MTV в декабре. 20 февраля 2010 года выходит сингл «Romance», на который также снято видео. 24 февраля того же года выходит дебютный альбом, названный Reckless Love. Он дебютирует на 13 строчке национального финского чарта.
18 апреля 2011 года выходит сингл «Hot», который занимает 18 строчку в чарте синглов, а 12 сентября выходит сингл «Animal Attraction». 5 октября группа выпускает свой второй альбом Animal Attraction., в который вошли обе песни и который занял в чарте 10 строчку. Через 2 дня после выпуска альбома, группа отправляется в Animal Attraction Tour.
26 апреля 2013 года Reckless Love выпускают новый сингл «Night on Fire» и объявляют о грядущем выпуске нового альбома.
03 июня 2013 года группа выступала на разогреве в рамках Monster Tour группы KISS на концерте в Хельсинки на площадке
Hartwall Arena.
31 Мая 2014 года группа впервые посетила Россию с концертом в концертном зале Moscow Hall. 6 и 7 марта 2015 группа выступила в Санкт-Петербурге и Москве.
Финские рокеры RECKLESS LOVE выпустили четвёртый студийный альбом под названием «InVader» 4 марта на лейбле Spinefarm. Продолжение «Spirit» (2013) записывалось с продюсером Илкка Виртаненом (Ilkka Wirtanen) и находит квартет за исследованием нового звука, сохранившего знакомые фанатам фирменные гимновые структуры.
«Наш новый альбом „InVader“ разнесёт свежий финский ветер по всему миру в марте 2016 года, — комментирует барабанщик Хессу Макс. — Мы решили повременить с этой пластинкой, и оно того стоило. „InVader“ — это самая мощная и смелая запись RECKLESS LOVE на сегодняшний день. Мы записали убийственные песни и нащупали особый звук. Больше добавить нечего. Мы действительно потрудились на этот раз».
«Мы с нетерпением ждем очередного тура, потому что наше место именно в дороге. Вы увидите и услышите ещё более крепкий метал от четверки веселых ребят».

### Интересные факты
Олли Херман также выступал в качестве вокалиста финской группы Local Band совместно с Алекси Лайхо (Children of Bodom), Артту Куосманеном (Santa Cruz) и Юсси Вуори (The 69 Eyes).

## Дискография
- Reckless Love (2010)
- Animal Attraction (2011)
- Spirit (2013)
- InVader (2016)
- Turborider (2022)

## Состав
Текущий состав
- Олли Херман (Olli Herman Kosunen) — вокал (2001-настоящее время)
- Пепе Реклесс (Pepe Salohalme) — гитара (2001-настоящее время)
- Ялле Верн (Jalle Pääkkönen) — бас-гитара (2001-настоящее время)

Бывшие участники
- Зэм Райдер — ударные (2001—2004)
- Майк Харли — ударные (2004—2009)
- Хессу Макс (Heikki Ahonen) — ударные (2009-2024[5])